# Svartvit trägnagare
Svartvit trägnagare (Hedobia imperialis) är en skalbaggsart som först beskrevs av Carl von Linné 1767.  Svartvit trägnagare ingår i släktet Hedobia, och familjen trägnagare. Enligt den finländska rödlistan är arten nära hotad i Finland. Arten är reproducerande i Sverige. Artens livsmiljö är naturlundskogar.

## Bildgalleri

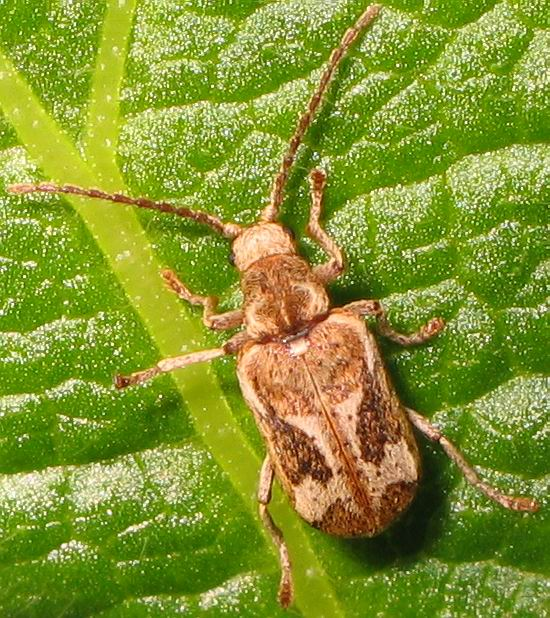
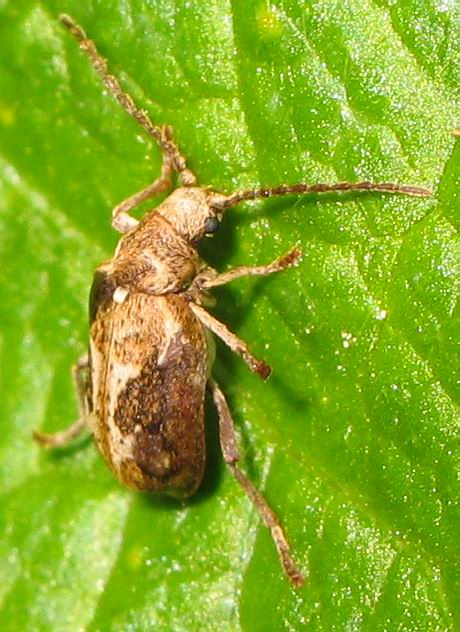
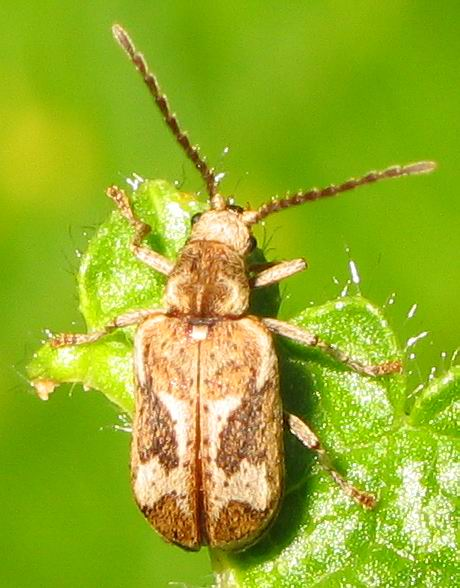
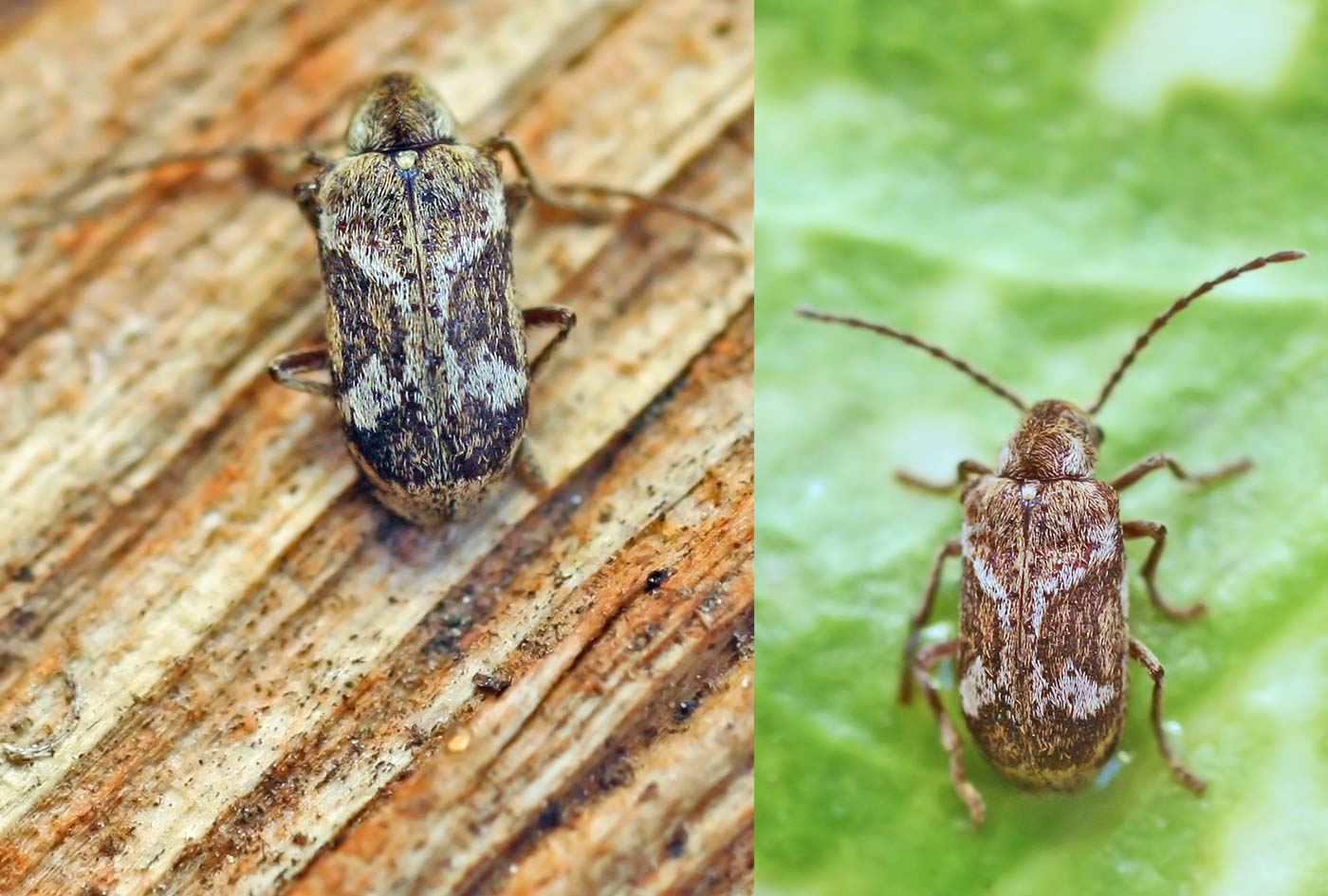
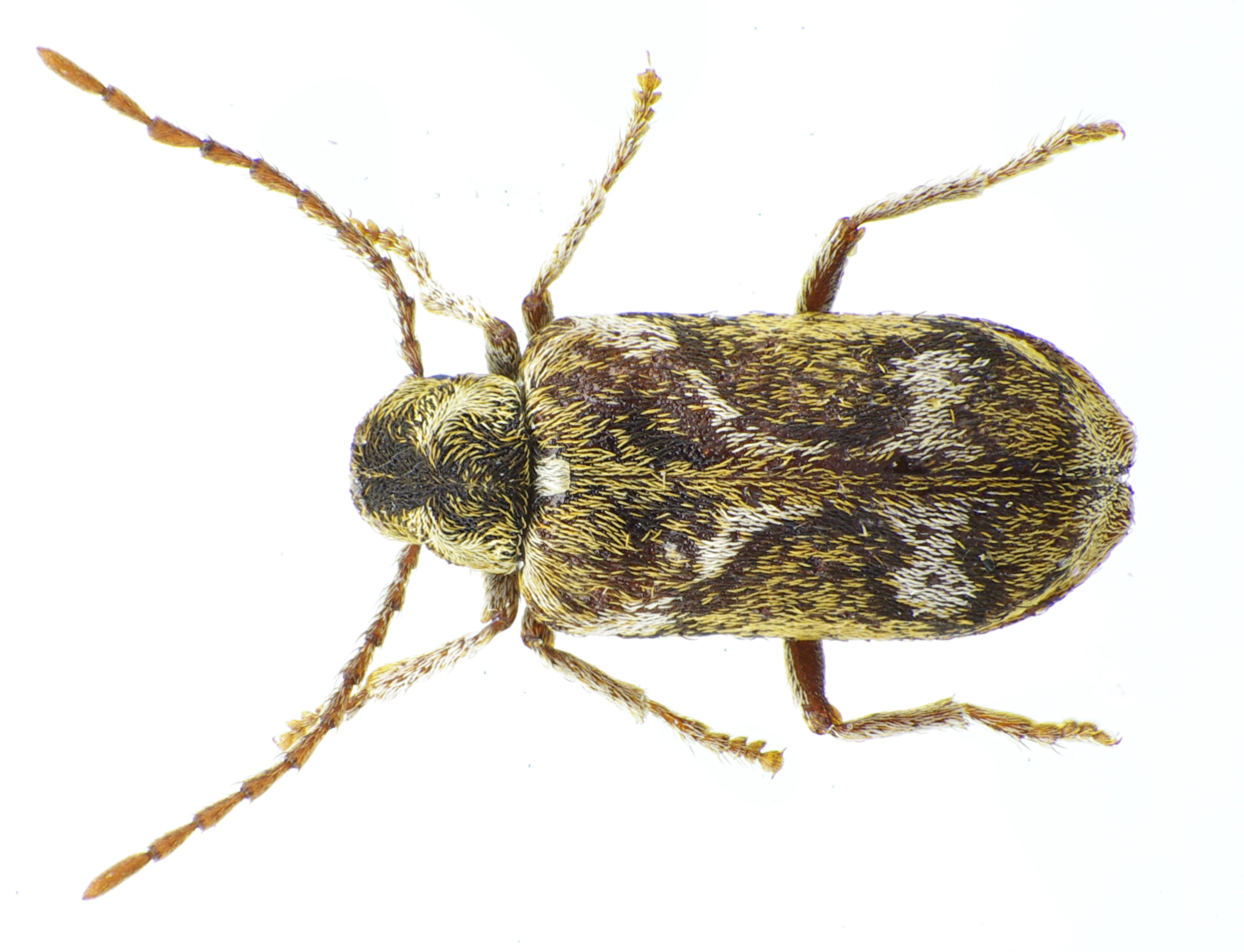
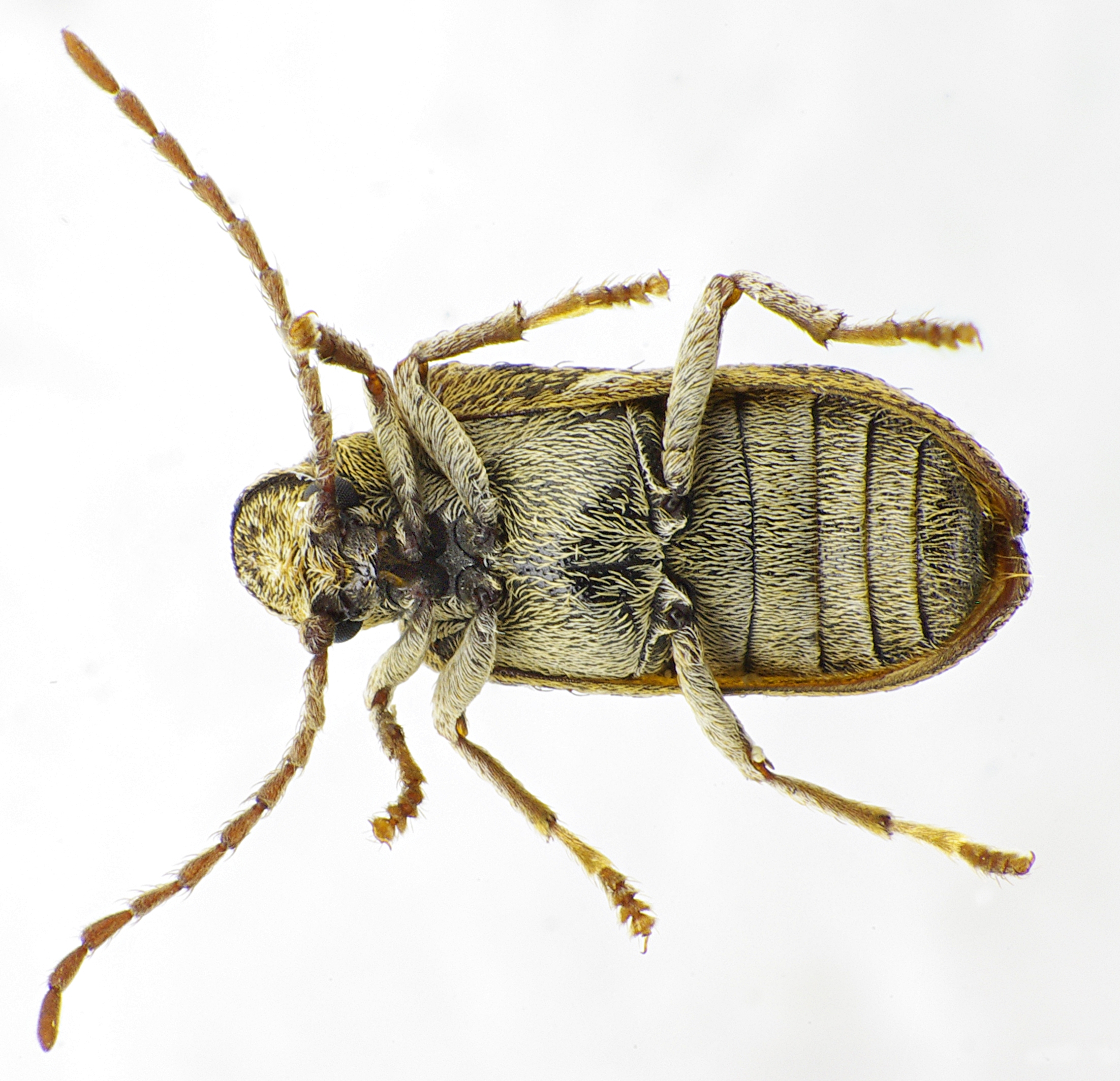